# Aqueloo

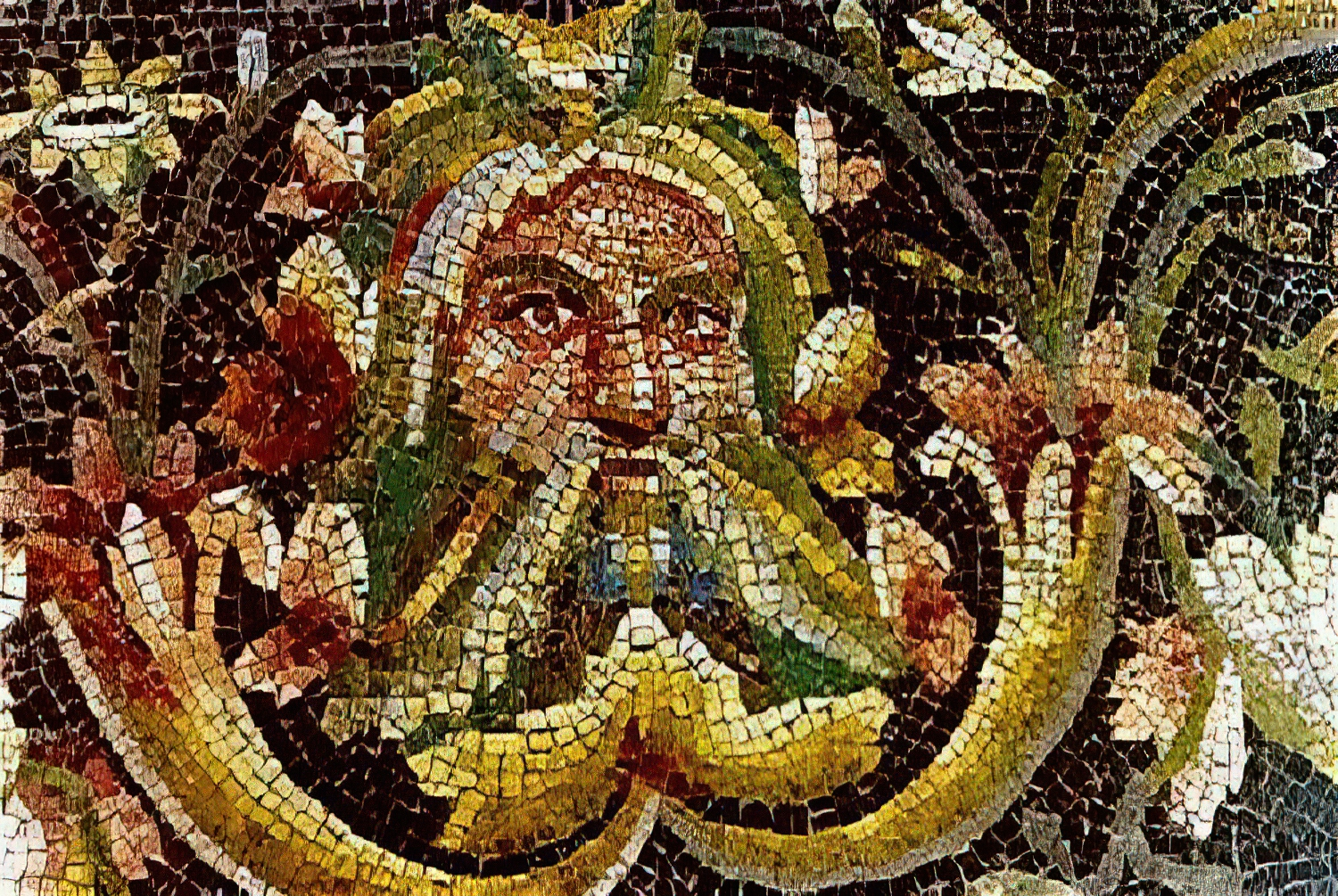
Aqueloo era frequentemente reduzido a uma máscara com barba. Chão em mosaico, Zeugma, Turquia.

Na mitologia grega, Aqueloo ou Acheloo (em grego:  Αχελώος, transl.: Achelóos) era um deus-rio, filho de Oceano e de sua irmã Tétis. O rio Aqueloo formava a fronteira entre a Acarnânia e a Etólia. 
Teve dois filhos, Hippodamas e Orestes, com Perimede, filha de Éolo e Enarate.
Ele é considerado o pai das sirenes, mas há várias versões sobre a mãe. Em uma delas, ela é a 
musa Melpômene, e as sirenes são Pisinoe, Aglaope e Thelxiepia. Em outra versão, a mãe das sirenes é Estérope, filha de Portaon e Eurite, filha de Hipodamas.
Dejanira, filha de Eneu, princesa do reino de Calidão, havia-lhe sido prometida, mas Hércules desafiou-o para um combate singular pela mão da princesa após retornar do reino dos mortos. Aqueloo tinha o dom de se metamorfosear, e transformou-se em diversos animais durante o combate com Hércules, mas foi derrotado. Durante a luta, quando Aqueloo se transformou em um touro, Hércules quebrou o seu chifre; Aqueloo recuperou o chifre entregando a Hércules o chifre de Amalteia, que tinha o poder de produzir comida ou bebida em abundância.
O rio purificou o matricida Alcmeão, filho de Anfiarau, e deu-lhe sua filha Calírroe como esposa.